# 福岛第一核电站事故
福岛第一核电站事故（日语：福島第一原子力発電所事故）是2011年3月11日在日本福島第一核電廠发生的核事故，由日本东北地方太平洋近海地震和伴随而来的海啸所引發。在國際核事件分級表（INES）中，福岛第一核电站事故與切尔诺贝利核事故是目前僅有的兩起特大事故（第7級）。2015年3月调查发现，爐心内所有核燃料都已熔毁。这次事故是東日本大震災的次生灾害之一。截至2019年3月，这次事故造成的受灾区域面积几乎与名古屋市相同（337km2）。

## 概要
东北地方太平洋地震于2011年3月11日发生时，福岛第一核电站的1-3号机正在运作，而4-6号机停机正在进行定期安全检查。地震后，1-3号机的所有反应堆自动停止。然而，地震引发了电源故障，导致机组失去外部供电 ，只能启动应急柴油发电机。
地震发生约50分钟之后，最高高度约为14公尺~15公尺（電腦分析后得出的高度为13.1公尺）的海啸袭击了核电站，淹没了设置在地下室的应急柴油发电机。各种电器、水泵、燃料罐、备用电池等设备受损或被海啸卷走，核电站陷入全厂停电（Station Blackout，缩写：SBO）。水泵无法运行，不能继续向堆芯和乏燃料池注入冷却水，也就不能带走核燃料的热量。而核燃料在停堆后仍然产生巨大的衰变热，如果不持续冷却，堆芯内会开始空烧，最终因自身放热而熔化。
在1-3号机中，燃料组件熔化了包壳，使燃料颗粒落到反应堆压力容器底部，形成堆芯熔毀。熔化的燃料组件温度极高，还进一步熔穿压力容器的控制棒插入孔和密封处，落入反应堆安全壳。此外，高温燃料以及其所产生的水蒸气和氢气使安全壳压力升高，導致1号机组的管道及安全壳部分损坏。
另外，1-3号机熔毁的堆芯向反应堆、汽轮机厂房内释放大量氢气，导致1、3、4号机发生氢气爆炸，厂房和周围的设施严重受损。事故发生时4号机仍在停机状态，但3号机与4号机共用同一排气管，而该管道在停电后保持打开，氢气从3号机进入4号机引发氢气爆炸。
事故中的一系列事件在周围环境中泄漏了大量放射性物质，包括排气泄压操作、氢气爆炸、安全壳破损、管道蒸汽泄漏、冷却水泄漏等。1-3号机相继发生堆芯熔毁，1、3、4号机发生氢气爆炸，使这起事故成为前所未有的特大核事故。
事故中向大气中泄漏的放射性物质量有多种说法。根据东京电力的推算，共泄漏了大约900千兆貝克勒（Bq）铀元素当量的放射性物质。碘-131、铯-137和铯-134大规模释放，相当于切尔诺贝利事故5200千兆Bq的六分之一。截至2011年8月，平均每半月泄漏2亿Bq铀元素当量的放射性物质。辐射量在每年5毫西弗（mSv）以上的地区大约有1800km2，其中每年20mSv以上的则有500km2。
2012年，日本政府将福岛第一核电站周围20km圈内的地区作为警戒区域，圈外辐射量高的地区作为「计划中的避难区域」，共计约10万居民撤离。2012年4月，根据地区的辐射量重新指定了「准备解除避难指示区域」、「限制居住区域」及「返回困难区域」，而原则上則禁止进入「返回困难区域」。2014年4月，一些地区逐渐解除避难指示。2020年3月，全部「准备解除避难指示区域」及「限制居住区域」都已解除避难指示，但「返回困难区域」除了一部分以外仍然保持避难指示。
截至2021年，廢爐工作正在进行中，如果进行顺利，将在2041年到2051年左右完成。
2021年4月13日，日本政府正式决定将约120万吨正在接受国际原子能机构的安全标准检查的核处理水稀釋後排入大海。
2023年8月24日，日本政府於日本時間下午1時開始排放核污水。
2023年10月25日，福岛第一核电站发生放射性废液溅射事件。

## 事故内容

### 事故经过

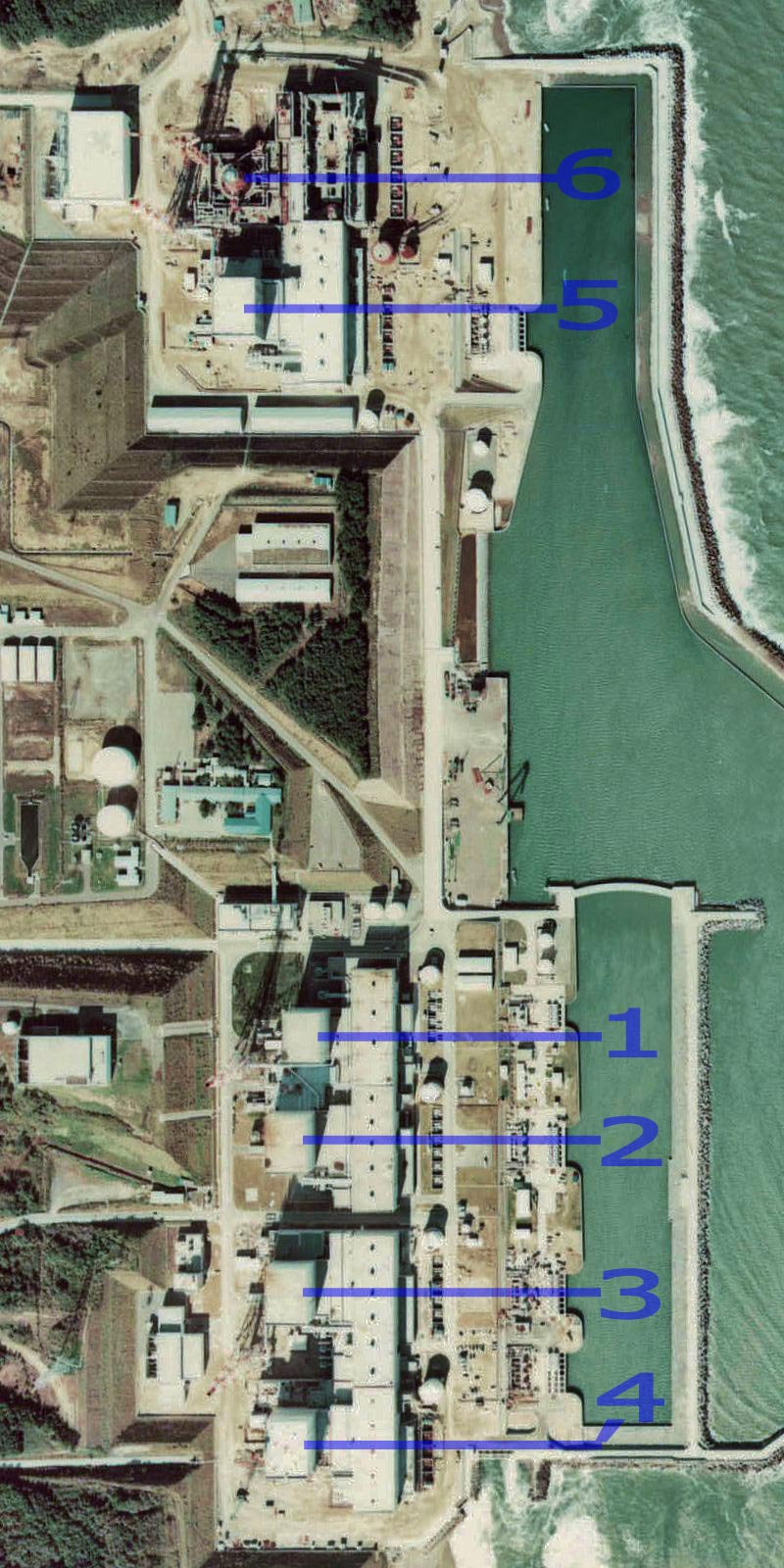
各反应堆的配置图
（。摄于1975年，当时3-6号机在建设中）
6号机在靠近相马市的一边
4号机在靠近磐城市的一边

#### 地震与海啸造成的电源丧失
日本近海的牡鹿半岛在2011年3月11日14时46分发生了东北地方太平洋地震。福岛第一核电站所在的大熊町的震度为6级，记录到的最大加速度为550伽，是福岛第一核电站最大加速度设计基准的126%。超出设计基准的地震导致核电站部分受损。作为参考，与其他地震相比，阪神大地震中测得的最大加速度为818伽。截至事故发生为止，世界最大加速度的地震是载入吉尼斯世界纪录中的2008年6月14日岩手宮城內陸地震（4022伽）。
正在运行的1-3号机在地震时立刻自动插入控制棒以进行紧急停機。核电站供电系统的六个输电塔中有一个在地震中倒塌，使5-6号机失去外部电源。随后，1-4号机由于断线、短路以及设备故障等原因同样失去了外部电源。停电的厂房内又有的地方大量漏水，工作人员只得紧急撤离。
失去外部电源后，柴油发电机作为备用电源投入运行。但是就在地震发生后41分钟的15时27分，太平洋上的第一波海啸开始到达海岸线。随后，数波巨大海啸反复来袭，越过防波堤，严重损坏核电站内的各种设备，淹没了地下室、竖井。设置在地下室的1-6号机的备用电源同样遭到淹没。海水循环冷却泵及燃料箱也被海啸卷走。
结果，1、2、4号机失去所有电源，3、5号机失去交流电源，导致堆芯应急冷却系统（ECCS）和冷却水循环泵无法运行。海啸也同样破坏了海水冷却系统（RHR）。
由於堆芯停止反應后，核燃料棒在很长一段时间内仍会继续产生衰变热，如果长时间缺乏冷却，燃料棒就会过热，堆芯温度会持续升高。堆芯内的冷却水汽化后，水位会持续下降，同时蒸汽会导致压力容器和安全壳中的压力升高。最终，燃料颗粒包壳管（锆合金材料）熔化，与水发生化学反应而产生大量氢气。除非采取有效措施，否则即使反应堆已经停止反應，仍然有可能在数十小时内爆炸。为了防止这种情况，需要释放安全壳内的蒸气（排气泄压）来降低安全壳内的压力。但是，排气本身会释放放射性物质，所以这只能作为避免最坏情况的最终手段。通常的泄压方式称为湿式排气（也被称为PCV排气），其中安全壳中的蒸汽排出前会经过压力抑制室中储存的水，以除去大部分放射性物质，然后才释放到外界环境中。干式排气直接将蒸汽释放到外界，会比湿式排气释放更多的放射性物质。
由于停电，反应堆的冷却功能失效，而且指示反应堆状态的各种仪表也無法運作，再加上缺少照明和通讯功能，使得处理事故极为困难。海啸来袭后，核电站现场还散乱着大量砖瓦碎片、车辆与油罐等障碍物，阻碍救灾物资和车辆。持续的海啸警报和反复发生的余震也经常迫使现场人员中断工作。
最早停止冷却的1号机於事故发生第二天即發生堆芯熔毁、導致氢气爆炸；2号机由蒸汽涡轮驱动的堆芯隔离冷却系统（RCIC）於事故後繼續运行3天；而3号机组的冷却系统則因还残有备用电池提供的直流电源而继续运行了2天。这是因为2号机与3号机在设计时考虑到了全厂停电的情况，配备的隔离冷却系统（RCIC）与高压注水系统（HPCI）都由蒸气涡轮机驱动，即使完全失去交流电源也能持续运行。
在停电时间超过核电站设计的最长时限8小时后，备用电池开始耗尽。地震和海啸造成的交通壅塞导致电源车延误，而在抵达现场的62辆电源车中，又只有一辆与核电站的电压相匹配，使得电源车的输出严重不足；雖然地震发生后的第二天搭建了临时电缆以取代在核電站在海啸中被淹没的唯一的电力接收装置，但接通后仅6分钟就在1号机的氢气爆炸中炸毁；日本自卫队和驻日美军的发电车由于超重而无法通过直升机空运。在这些因素的影响下停电时间被大大延长。

#### 1号机事故后续发展
1号机位于37°25′22.7″N 141°1′58.7″E / 37.422972°N 141.032972°E）。地震后，用于冷却堆芯的隔离冷凝器（IC）于14时52分自动启动，但为避免压力下降过快导致堆芯损坏，工作人员开始手动操作隔离冷凝器（反复打开和关闭阀门）。然而海啸于15时半左右到达核电站，在15时50分淹没备用电池，仪表、阀门同时失去电源。隔离冷凝器在阀门打开的情况下可以自发地持续工作，不依赖电源，但由于之前被反复手动操作，阀门是否仍然打开已经未知。后来东京电力派人查看隔离冷凝器的排气口，发现“只有模模糊糊的一点蒸气”，这才确认了隔离冷凝器不在工作。东京电力在17时出动电源车，由于地震和海啸造成的堵车而无法前进，18时20分向东北电力请求帮助后，电源车到达时已是22时，这时又遇到海啸和电源电压不一致的问题，结果到第二天的3月12日15时为止也没有连接上電源。
另一方面，11日19时30分1号机的燃料棒由于冷却水蒸发引起的水位下降而完全暴露在空气中，堆芯开始熔毁。20时50分启动的柴油驱动泵也在第二天的12日1时48分停止运行。所有燃料棒在第二天12日6时左右时融毁。综上所述，1号机在地震发生后5小时内燃料暴露，15小时内堆芯熔毁。
11日从傍晚至夜间，隔离冷凝器一直处于停止状态，但东京电力误以为隔离冷凝器还在持续工作（参见后文）。11时23分左右，检测到1号机堆芯压力异常上升，安全壳的压力已经高达设计强度的1.5倍。3月12日0时6分左右，厂长吉田昌郎下达了准备实施排气泄压的指示。
3月12日，经济产业大臣海江田万里在了解各种风险（如放射性物质向大气中大量泄漏，或者用于防止氢气爆炸的氮气泄漏）後，下達了实施排气泄压的命令。内阁总理大臣菅直人也在视察核电站时指示尽快进行排气泄压工作。在操作手册本身的缺陷以及厂房内强辐射的影响下，泄压进行得十分艰难。最終，在14时30分确认泄压成功 。
1小时后的3月12日15时36分，1号机组反应堆厂房发生氢气爆炸。爆炸的瞬间被富冈中继局（位于37°17′14.7″N 140°57′4.9″E / 37.287417°N 140.951361°E）的公共攝影機捕捉，该攝影機自2000年被福岛中央电视台设置在核电站旁约17公里处。影片中的1号机爆炸发生时没有可见的火焰，爆炸后有白烟在地面上扩散开。氢气爆炸的原因有多种说法，如破损的堆芯向反应堆厂房充满氢气；或进行泄压操作时含有大量氢气的蒸汽流入反应堆厂房的操作室。
3月12日15时40分，福岛中央电视台拍摄的影片仅在福岛县当地播出。1小时10分钟后的16时50分于日本新闻网在全国网络播出。总理官邸通过这个影片知晓了实时情况。这个影片目前已在全球传开，但发生当日在日本国内播出的电视台只有日本新闻网。
氢气爆炸中飞出的碎片不仅造成了人员受伤，还使得2号机水泵电缆铺设作业功虧一簣。爆炸时喷出的气体使2号机的脱落板脱落，反应堆厂房内部暴露在外。

#### 3号机事故后续发展

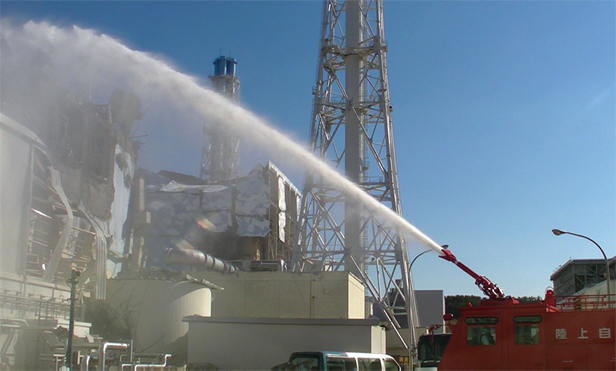
日本自卫队向3号机注水冷却

3月12日11时36分，3号机的备用电池仍有电，但是堆芯隔离冷却系统（RCIC）出現問題，導致冷却停止。一小时之后的12时36分，高压注水系统（HPCI）检测到隔离冷却系统异常停止而接替运行，并持续了约14小时。但高压注水系统直接向堆芯注水，当堆芯压力过高时不能持续，于13日2時42分被手动停止。如果要切换到柴油驱动的消防泵，就必须先打开主蒸汽泄压安全阀（SR阀），降低过高的堆芯压力。但安全阀又无法打开，冷却中断了大约7小时。
結果，在3月12日4时15分，堆芯开始暴露在空气中。8时41分进行了排气泄压操作。1小时后，由消防车提供水源，柴油驱动的消防泵终于开始注水。但是水源很快就在12时20分用尽。13时12分换用海水继续注水，但水位仍然不足以覆盖燃料棒。3号机的堆芯熔毁从3月13日上午5时半左右开始。3月14日7时左右，大部分燃料已穿过压力容器落入安全壳。
3月14日11时1分，反应堆厂房的操作台上方发生了与1号机组一样的氢气爆炸。乏燃料池附近立刻燃起大火，黑烟滚滚上升。大量的砖瓦被抛向数百米高空，造成7人受伤，抢险作业也遭中断。其后数日內，3号机组厂房上经常能看到黑烟。储存废弃核燃料的乏燃料池被推测已经沸腾，因此自3月17日开始，自卫队通过直升机和消防车向燃料池注水。3号机厂房氢气爆炸时炸断了通向排气筒的排气管，大量放射性物质通过管道泄漏到厂房周围。在氢气爆炸后的影像中可以确认排气管破裂。

#### 2号机事故后续发展
停电前2分钟的11日15时39分，堆芯隔离冷却系统（RCIC）被手动启动，此后继续运行了3天。启动隔离冷却系统时必须要有直流电源。如果在停电之前未能成功启动，极有可能导致堆芯失去全部冷却能力，立刻造成堆芯损坏。
隔离冷却系统于14日13时25分停止运行。19时过后，安全壳干井压力开始上升，21时左右发现压力容器和安全壳的压力基本相同，可以推断压力容器已经破损。虽然考虑了2号机也会产生氢气的情况，然而实际上由于1号机爆炸中2号机的脱落板脱落，氢气从开口释放到外部，最终没有发生氢气爆炸。东京电力尝试进行湿式排气与干式排气，均以失败告终。考虑到这次压力容器的破坏可能要比之前的大出几个数量级，东京电力向政府申请从核电站撤离所有工作人员以确保安全，但该申请被认为具有「全面撤退」的意味而遭到拒绝（详请参照后文） 。安全壳的压力在600-700kPa的高压下（约设计强度的1.5倍）保持了至少7小时。
15日6时14分左右，突然传来巨大的爆炸声，同时压力抑制室的压力计的數值驟降到0。考虑到压力抑制室可能已经破损，东京电力要求全员撤离核电站，现场只留下最少数量的必要人员。然而后来发现其实只是压力计故障，爆炸声是同时间段的4号机氢气爆炸。根据东京电力对地震仪解析得出的结论，爆炸声发生的准确时间是6时12分，位置来自4号机。这一时间段发生的爆炸声只有这一个。也有人认为此时2号机压力抑制室实际上已经损坏。
15日7时25分，安全壳内仍然保持在730kPa的高压。11时25分检查员返回核电站后发现压力已经低至155kPa，由此推断安全壳破损发生于这段时间。15日从2号机泄漏的放射性物质是整起事故中最多的，這是因為与1号机和3号机都成功进行排气泄压的情况不同，2号机未能排气泄压，所以放射性物质直接从安全壳泄漏。但还没有达到吉田所长所担心的「决定性的破坏」，回避了最严重的情况。这一天泄漏的大量放射性物质最初被北风吹向关东地方，后来风向变为東南風，傍晚随雨落入土壤，形成了沿核电站西北方向延伸的带状高浓度污染区域。

#### 4号机事故後續發展
15日6时14分左右，突然传来一声巨大的爆炸声，伴有强烈的震动，紧接着发现4号机反应堆厂房已经破损。虽然也可以推断4号机反应堆厂房也发生了氢气爆炸，但不像1号与3号机一样留下了爆炸时的影像。4号机当时停机进行定期检查，堆芯没有装载核燃料。但3号机与4号机共用一个排气筒，推测3号机泄漏的氢气通过连接排气筒的管道进入4号机，从而引发爆炸。由于当时全厂停电，切换阀门的动作停止，氢气得以从3号机泄漏入4号机。像1、2、3、4号机这样相邻的反应堆厂房之间共用排气筒的设计后来也被指出存在问题。氢气爆炸导致4号机的乏燃料池暴露在外。乏燃料失去冷却水也同样会过热，不过冷却水位还足以淹没乏燃料。15日9时38分确认厂房内发生火灾，到11时自然熄灭。16日5时45分左右再次出现火情，6时15分又发现熄灭。当时由于旁边的3号机附近辐射量极高，无法前往现场确认。

#### 5-6号机事故後續發展
5-6号机所处的位置比1-4号机高，海啸造成的影响更小。只有一台设置在6号机高处的柴油发电机没有在海啸中损坏，一直正常工作，这台发电机在后来被5号和6号两个机组轮流使用，避免全厂停电，从而保证核燃料的冷却（请参考#地震と津波による電源喪失と原子炉の破損の進行）。1-4号机所处的位置原是海拔35米的丘陵，在修建核电站时铲平为接近基岩的海拔10米（详见福島第一原子力発電所#各原子炉の建設），所以备用电源都设置在地下一层。5-6号机的海拔高度为13米，而福岛第二核电站的海拔高度为12米。海拔高度的差异与海啸损害的程度直接相关。在比较高的5号机附近还拍到核电站周围逐渐被海啸覆盖的画面。

### 事故后各反应堆状态
2011年5月24日，东京电力发文称，根据测得的压力数据，在1号机安全壳发现有直径7厘米的孔，2号机的安全壳有两个直径10厘米的孔。这说明事故可能不仅是堆芯熔毁，还可能进一步造成了堆芯熔穿。
同年5月26日，东京电力发文称，5月20日测量显示1-3号机每个机组都产生1000kW-2000kW的衰变热，地震之后半年内一直保持在1000kW左右。铀燃料熔化了包壳，仍在继续从压力容器、安全壳以及管道的破洞、2号机压力抑制水池的破洞中向外部环境中泄漏放射性物质。3号机堆芯使用的燃料是混合氧化物制成的MOX燃料，除了铀以外还含有钚，因此其对大气、海水和地下水的泄漏被尤为关注。
2015年，使用緲子对反应堆内部进行透视，结果发现1号机的核燃料全部融毁并落入压力容器底部，同时也有一部分从压力容器底部漏到安全壳底部。2号机的燃料中有七成以上融化后落入容器底部，2016年7月调查发现落下的核燃料大都在压力容器的底部。另根据2014年东电的分析，3号机大部分的核燃料都穿过压力容器的底部落入安全壳。
2019年2月13日，东京电力使用机器人调查了2号机中沉积物的硬度。这些沉积物被认为是熔毁的核燃料。这次调查是对堆芯熔毁的1-3号机进行的首次接触调查。根据策略，调查结果将用于帮助确定核燃料取出的计划。计划中，取样调查将在2020年下半年进行。核燃料的取出预计将于2022年正式开始。

## 善后工作及后续

### 初期作业
善后工作的目的是将反应堆保持在低温停止状态，具体措施是通过水泵车或架设临时水泵，将冷却水注入堆芯与乏燃料池后再进行排水。初期水源直接使用海水，后来改用福岛县双葉郡大熊町的水坝贮藏的淡水。7月上旬，虽然该工作尚未完成，但已从一直以来单纯的注水排水转为了冷却水循环（使用阿海珐和Kurion除污设备进行）。8月，东芝等公司开发的SARRY更进一步加强了处理能力。此后一直在努力解決相關問題。
现场的工作人员和技术人员在苛刻的条件下进行着事故善后工作。而由於初期共有50位人員進行善後，他們因此被赞誉为「福岛50死士」。
修理汽轮机厂房前必须排出污染水，所以堆芯注水工作、汽轮机排水工作与使用机器人进行的调查工作同时进行。反应堆厂房内有极高的辐射，现场人员无法进入，管道故障状况的调查与故障维修变得难以进行。并且由于很多仪表及电气系统都发生故障，现场人员无法把握反应堆的详细信息。为了帮助现场人员分析情况，「核灾害用机器人」被投入使用，以进行调查与信息收集工作。
4月17日，东京电力发布从2011年10月开始到2012年1月为止的善后工程表，将堆芯低温停止分为了2个步骤。进行的顺序主要是：
1. 使用遥控设备严格监控工作人员的辐射剂量和健康状况，预防放射综合症等疾病。
2. 为了让工作人员可以进入厂房，并且防止污染向周围环境中泄漏，确保将厂房内含有放射性物质的水转移到可以安全保管的地方。日后再进行净化。
3. 为了让工作人员可以进入厂房，过滤厂房中的空气以降低辐射量。
4. 工作人员进入厂房后先修理水位计和压力计，以更准确地掌握情况。然后，根据掌握的情况选择对应合适的冷却方式。在这过程中，为了避免压力降低空气流入而发生氢气爆炸，需要继续注入氮气。
5. 加固4号机乏燃料池底部。
6. 尽快建立基于空气冷却的冷却水循环系统，达到低温停止状态。

为了减少妨碍工作的辐射，同时减少空气污染，进行以下措施：
1. 在现场喷洒飞散防止剂（树脂乳液）。
2. 用遥控工程车清理被污染的砖瓦碎片。
3. 用特殊覆盖物覆盖住反应堆厂房。

2011年12月16日，日本政府称反应堆达到低温停止状态，宣布「核电站的事故已经结束了」。福岛县知事对此表示反对。
2013年3月18日，1、3、4号机与共用乏燃料池突然停电，暂时失去冷却循环能力。20日清晨修复了配电箱，恢复了冷却能力。

### 核污水泄漏及处理
2013年7月22日，在事故發生之後兩年又幾個月，東電首次承認福島核污水放射性污水正洩漏流入太平洋，證實了漁民與核子監督機構的專家多年的懷疑。8月20日，核电站又發生一起意外，導致多達300噸的高輻射濃度污水從污水儲存槽外洩。這污水足以危害附近工作員工的健康。這次污水外洩事故被評為國際核事件分級表中的第三級。8月24日，東電表示，导致福岛第一核电站蓄水罐大量洩漏放射性污水的原因是由於蓄水罐变形。此前东电曾经用橡胶圈对蓄水罐进行了密封，防止蓄水罐变形，但是，近日橡胶圈可能已经因老化而丧失功能。8月26日，安倍政府採取緊急措施，直接出面解決外洩問題，顯示政府對東電缺乏信心。9月3日，日本政府準備投入470億日元經費阻止汙水外洩，並且建設凍土牆與除汙裝置。9月19日，日本首相安倍晉三親自視察核電站並且作出指示，除了先前除役的四個反應爐以外，完好但停機的第五、六號反應爐也應報廢，專心處理汙水問題。
2012年10月，东芝研發了能从污染水中除去氚以外62个核素的「多核素除去装置」ALPS（英文：Advanced Liquid Processing System，直譯作「高級液體處理系統」，日文简称：アルプス，与日语「阿尔卑斯」谐音）。2013年3月25日，原子力規制委員会根据运行实验的评价批准了对原子炉施設保安規定的修改以进行试运行，并发表文章称东电的试运行（热实验）将在月内开始。ALPS拥有3个系统，每天能处理250吨污染水。其中1个系统在3月下旬开始进行运行实验。4月开始试运行的A系统，在6月15日由于储水罐被腐蚀而发生了漏水的问题。7月25日，东电明确了问题所在：储水罐厚约7毫米的焊接部分，在被污染水所含的氯离子和次氯酸腐蚀后，出现了细微的裂痕。因此，东电决定在罐子内放入橡胶，对于已经开始试运行的B系统，也在8月初停止运行并对储水罐进行修补。还没有开始试运行的C系统同样采取此修补措施。至此，全部系统都已停止。9月中旬计划重新启动1个系统。预计在年内开始正式运行。由于氚无法去除，有计划将掺有氚的污染水进行稀释后排放到海洋中，但有很多渔民对此持反对意见，而且难以确定排放的具体时期。在这一点上，东电方面坚称氚是安全的，但对此有很大争议。
自2014年起，东电公司开始在事故反应堆周围的地下建造冻土屏障，以阻止反应堆中残余的核燃料污染地下水；然而在2016年，东电公司承认该屏障只能「减缓」受污染地下水的渗透而不能完全阻止。至2020年，每日流入的地下水、雨水等从2014年的约440 m3降至约100 m3，而每日生成的污染水由2014年的约540 m3降至约140 m3。
到2021年3月，核电厂区域共存有125万立方米的核废水，经净化系统处理后去除了放射性同位素（除了氚），符合当地排放至大海的标准。截至2020年11月，共有27%的经净化废水达到排放标准，其余73%需要继续净化。然而，氚无法从水中分离。2019年10月，水中的氚含量已达到约856TBq，平均浓度达每公升0.73MBq。专家认为，在一年时间内将废水全部排放，当地人吸收的辐射量仅为0.81微希，而采取蒸发方法的辐射量为1.2微希。相比之下，日本人每年都会吸收2100微希的自然辐射。国际原子能机构认为估算数字准确，并建议须尽快制定核污水的处理计划。尽管辐射量可忽略不计，日本委员会仍担心污水會對当地经济造成影响，特别是渔业和旅游业。2021年2月9日，日本天主教主教会议和韩国天主教主教会议公开反对排放计划，得到渔民、当地县理事会及济州道知事元喜龍的支持。日本共产党也对排放计划表示强烈反对。
尽管受到各方反对，日本政府还是于2021年4月13日正式宣布排放核污水，预计在两年后进行污水排放。
2021年9月中旬以來，福島核電站的凍土屏障出現異常升溫。
2021年11月2日，原子能管制委员会宣布，2020年至2021年期間在福岛核电站周围水域进行的海洋监测中，一直错误地设定放射性物质的监测下限值。发生错误原因是因为2020年5月更换监测实施单位时没有正确传达监测规范。
2022年7月22日，日本原子能规制委员会宣布，批准东京电力公司福岛第一核电站核污染水排放计划，若东电公司的排放计划获得福岛县等地方政府和相关渔业从业者的同意，东京电力公司即可动工建设海底隧道等排放设备，实施排放计划。
2023年8月24日起開始排放福島核電廠的放射性污水，為期30年。因核污染水曾直接接觸核反應堆堆芯，此行為引發週邊海域的國家嚴重關切。有84%的韓國人不希望排放核污水。

## 放射性物质的泄漏、扩散与污染

此次事故中的核污染避难范围。

事故中的排气、氢气爆炸、安全壳损坏、冷却水泄漏等等事件，使得放射性物质泄漏到了大气、土壤、水坑、井、海水以及地下水中。核污染随后在日本国内外扩散开来。
福岛第一核电站从3月14至16日泄漏的放射性物质最多，3月20日至23日的泄漏量次之。3月15日前后的泄漏主要来自于2号机，但是3月20日开始的泄漏原因尚不明晰。
放射性物质的扩散及在土壤中的沉积情况与风向及降水有密切联系，因此不同的地方即使是与核电站距离相同，放射量也会有很大的不同，污染扩散的形状也并不是通常所认为的圆形。从14日深夜到15日凌晨泄漏的放射性物质顺着西南偏南风吹向茨城县，随后风向逐渐转为正西。最终放射性物质随雨落入土壤，在群马县北部和栃木县北部造成污染。15日下午，含有放射性物质的雨落在福岛县中通区域，夜间则落在核电站西北方向的区域，在这两个地方造成了高浓度的核污染。3月20日下午，辐射雨落在宫城县和岩手县交界处附近。3月21日夜间至22日凌晨辐射云顺着南风扩散到茨城县南部和千叶县北部（柏市附近）。
后来发现，从3月14日到15日左右从核电站中泄漏了放射性碘-131。14日2号机事故中泄漏出超过正常值2,500倍（10,000Bq/m³）的放射性碘，最初顺风吹向大海，3月15日0:00风向转为南风，随后依次经过了茨城县和栃木县。这与先前SPEEDI所预测的铯扩散的区域完全不同。
福岛第一核电站正门附近的辐射量到3月12日4时00分为止都是正常范围内的0.07微西弗（μSv/h）。但到了4时30分，测得的辐射量升高到0.59μSv/h，7时40分再次升高到5.1 μSv/h，15时29分在1号机西北场地更是高达1,015 μSv/h。3月14日深夜开始出现了更高的数值，15日9时00分测得的最高值已至11,930μSv/h。15日10时22分在3号机附近测到了每小时400毫西弗（400,000μSv/h）的超高数值。此后辐射量开始逐渐减少，5月2日21时正门附近仅测得45μSv/h。
事故之后在各地测到的最大辐射值为：福岛县浪江町赤宇木170μSv/h，福岛市24.24μSv/h，栃木県宇都宫市1.318μSv/h，东京都新宿区0.809μSv/h。事故发生以前，日本平时的辐射量在0.025～0.15μSv/h左右。
根据東京電力及东京电力福岛核电站事故调查委员会（国会事故调）对事故中向大气中泄漏的各种放射性物质量的报告，稀有气体泄漏了500千兆贝克勒尔（500PBq），碘-131泄漏了500千兆贝克勒尔，铯-134泄漏了100千兆贝克勒尔，铯-137泄漏了100千兆贝克勒尔。将碘-131与铯-137加起来，换算值相当于放射性碘900千兆贝克勒尔，与切尔诺贝利核电站事故的5200千兆贝克勒尔相比，大约是六分之一。此外，根据原子能安全保安院在2012年2月16日发表的报告称，泄漏的放射性物质有480千兆贝克勒尔。原子力安全委员会在2011年8月22日发表的报告中则是570千兆贝克勒尔。
另外，根据东京电力的报告，根据水量与浓度可以推算出，从2号机泄漏的高浓度污染水中含有3300千兆贝克勒尔放射性物质。高浓度的污染水中有一部分泄漏进入海洋与地下水。
截止至2011年10月13日，在东北地方、关东地方与甲信越地方总共13个都/县里，土壤中累积的铯-137与铯-134仍然超过1万贝克勒尔/米2（根据一项1999年以后的调查，事故前土壤中铯-137的最大值为长野市的4,700贝克勒尔/米2）。另外，福岛县仍然约有1,800km2的地区年平均辐射量大于5毫西弗（1.0μSv/h），其中还包括约500km2辐射量大于20毫西弗（3.8μSv/h）的地区。事故后指定的避难地区是以20毫西弗为基准的，因为这是居民的年辐射剂量上限。2012年12月，政府将年平均辐射量1毫西弗（0.23μSv/h）以上的8县102市町村指定为「污染状况重点调查区域」并展开除污工作。
虽然这起事故之前，反应堆内的核燃料是东京电力的所有物，但根据东京地方法庭的判决，事故后泄漏的放射性物质的所有权属于所附着土地的主人。

## 指控
2019年9月19日，東京地方裁判所对东京电力公司3名前高管福岛核事故责任案做出最终判决，认定东京电力公司前会长勝俣恒久等3人无罪。检方先前认为东京电力公司预测了发生巨大海啸的可能性，但没有采取应有对策，要求判处东京电力公司3名高管5年有期徒刑。被告辩护律师則称，被告无法预料到巨大海啸，即使采取对策也无法防止事故发生。无罪判决宣佈後，原告支持者在東京地方裁判所外进行了抗议。此后，检察院方的指定辩护律师提起抗诉，在2022年6月6日的庭审会上，检方表示被告人是可以预见海啸来袭的，理应有所对策，并表示一审的裁决存在事实上的谬误；另一方面，被告表示己方无罪。当日法庭宣布停止审议，检方律师表示此案或于2022年冬季宣判。
2022年6月17日，最高裁判所宣布了对该事故的国家责任认定与国家赔偿的四起集体诉讼案的裁定，表示国家不承担此次事故责任，理由是日本政府于2002年的关于地震预测的长期评估中未能预想到会发生此次事故中规模的地震与海啸，假设日本政府为防范事故的发生，要求了涉事企业采取妥当措施，发生事故的可能性依旧会很高。同时，媒体认为此次裁决将对日本全国范围内的约三十起此类诉讼案件产生影响。
2022年1月，部分曾住在福岛的日本民众向东京地方法院提起集体诉讼，他們以受到福岛第一核电站事故带来的放射性物质影响而患甲状腺癌为由，向东京电力公司索赔。2023年9月13日，东京地方法院再次开庭审理此案。

## 輻射影響

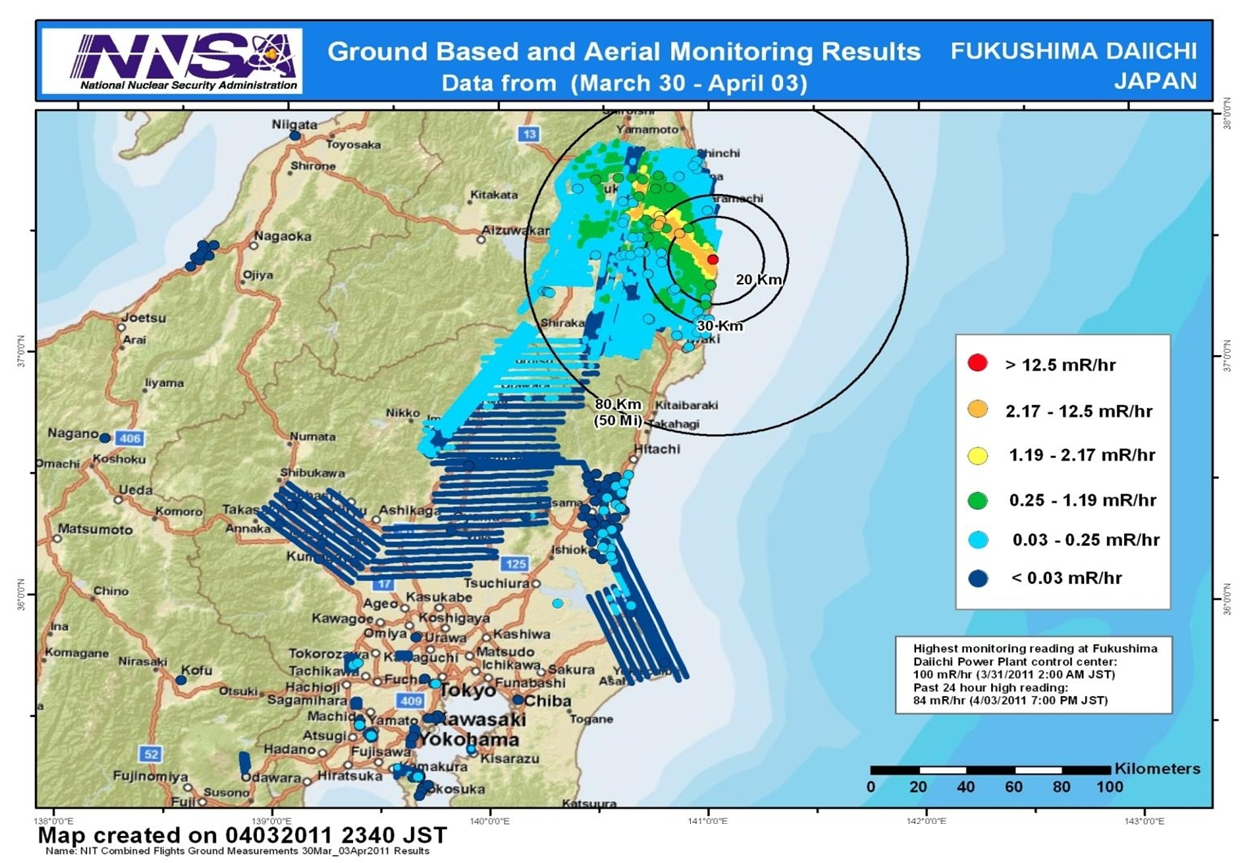
核電站周圍輻射汙染區域圖（3月30日-4月3日）。

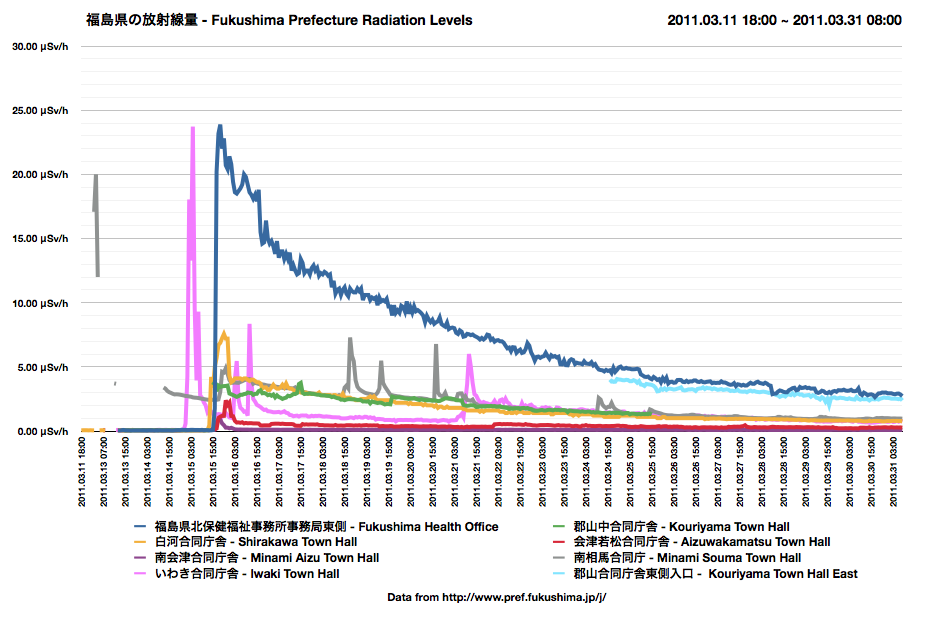
3月份福島縣的輻射水平。

沿海岸線海水的銫-137汙染狀況，從3月21日至5月5日。

事故中发生的氢气爆炸事件令日本政府不得不下令使用海水来冷却反应堆。事故发生后，东京电力公司為了促使核反应堆降低氣壓而将堆内气体排放到大氣層，為了冷卻核反应堆而向堆内注入大量冷卻水，之後又排放入大海。這些危機處理措施以及其它的意外與失控事件使得福島核反应堆內的放射性物質持續大規模泄漏。3月12日，日本內閣官房長官枝野幸男發布緊急避難指示，要求福島核電站周邊10公里內的居民立刻疏散，以免遭受核辐射的影响，在第一次转移约45,000人以后，枝野幸男又宣布避难半径扩大为20公里。英、法等國顧慮到輻射性汙染的危險擴散，也分別通知國民考慮盡快離開東京。福島核事故更導致在全世界都測量到微量輻射性物質，包括碘-131、銫-137（半衰期為30年）在內。大量放射性同位素因此核事故釋入太平洋。
由全面禁止核試驗條約組織籌備委員會（Preparatory Commission for the Comprehensive Nuclear-Test-Ban Treaty Organization，CTBTO）所主管的一套專門偵測核子爆炸的監測系統，能夠全球追蹤從損毀核反应堆釋出的放射性物質擴散狀況。超過40所CTBTO放射性核素監測站都已偵測到從福島核反应堆釋出的放射性同位素。CTBTO的183個會員國都可得到這監測數據與分析結果。大約1,200個科學與學術機構現正共享這服務。
3月12日，遠在福島核電站200 km以外的高崎市的CTBTO監測站最先偵測到放射性物質。3月14日，放射性物質已散佈到俄國東部，兩天之後，更飛越太平洋抵達美國西海岸。到15日，整個北半球都可偵測到微量放射性物質。4月13日，位於南半球的CTBTO監測站，包括澳洲、斐濟、馬來西亞、巴布亚新几内亚等在內，也偵測到放射性物質。
根據專家透露，此次核事故釋出的放射性物質大約是車諾比核事故的十分之一。文部科學省於2012年3月發佈的一份報告表示，福島核電站釋出的放射性塵埃大約已瀰散車諾比核事故的十分之一距離。根據挪威空氣研究學院（Norwegian Institute for Air Research）完成的一項研究，對人體健康影響甚大的銫-137在這次事故總共釋出劑量大約是車諾比核事故的40%。
2011年3月，日本政府官員宣佈，在東京與其它5個縣府境內的18所淨水廠偵測到碘-131超過嬰孩安全限度。2011年7月，日本政府尚無法控制防止放射性物質進入國家食糧，在200 英里範圍內，包括波菜、茶葉、牛奶、漁蝦、牛肉在內，很多食物都偵測到放射性汙染。2012年情況有所改善，包心菜、稻米、牛肉，沒有檢驗發現顯著放射性。東京的消費者安全認證並接收了一批福島生產的稻米。
2011年8月24日，日本原子力安全委員会（Nuclear Safety Commission，NSC）公佈因福島事故而排氣釋出的放射性物質總量的重新計算結果。從3月11日至4月5日，總量降低為130 PBq （拍貝克勒）碘-131，11 PBq銫-137，大約是車諾比總量的11%。早先估計分別為150 PBq、12 PBq。
2011年9月8日，日本原子力研究開發機構（Japan Atomic Energy Agency）、京都大學與其它學院的日本科學家工作團隊發表排入大海的放射性物質總量重新計算結果。從3月後期至4月，總量是15 PBq碘-131與銫-137，是東電估計數量4.72 PBq的三倍，這是因為東電只計算了4月、5月排入大海的總量，加上由於大量飛浮空中的放射性物質會以雨水形式進入大海，因此必須重新計算。
根據東電，2011年9月前半月，從核電站釋出的放射性物質估計為200 MBq（百萬貝克勒）每小時， 大約是三月事故發生初期輻射水平的四百萬分之一。
根據法國辐射防護與核安全研究所（Institut de radioprotection et de sûreté nucléaire）於2011年10月發表的報告，從3月21日至7月中期，大約有27PBq的銫-137釋入大海，大多數（82%）是在4月8日前釋入大海。這是有史以來，觀察到的最大量人造放射性物質釋入大海。由於福島海岸附近湧流著全世界最強勁的海流，令汙水遠佈太平洋，造成放射性物質大量瀰散。從分析海水與海岸沉積物的測量數據，科學家認為，至2011年底為止，核事故造成的後果並不嚴重，海水放射性濃度很低微，沉積物放射性累積有限。但從另一方面來看，在核電站附近，沿著海岸，顯著的海水汙染可能會繼續一段時間，因為表面水會流過汙染表土，將放射性物質傳輸進入大海。有些海岸區域可能會擁有比較不良的稀釋特性或沉積特性。最後，還有一些可能存在的放射性物質，例如鍶-90或鈽，尚未被仔細觀察研究。近期觀察顯示出，在福島海岸區域捕獲的一些海產物種（大多數是魚）持續被汙染。經過一段時間後，對於銫汙染最為敏感的生物應屬濾水生物和食物鏈上端的魚類，因此，持續監督在福島海岸外捕獲的海產是明智之舉。
2012年5月24日，東電公佈福島核事故所釋出的輻射量。從2011年3月12日至31日估計總共有5×1017 Bq碘-131、1×1016 Bq銫-134與1×1016 Bq銫-137釋入大氣層。從4月到年底所釋出的輻射劑量是3月份的1%，可以視為微不足道。從2011年3月26日至9月30日，共有18×1015 Bq釋入大海；共有1.1×1016 Bq碘-131、3.5×1015 Bq銫-134、3.6×1015 Bq銫-137釋入大海。
2012年5月，東電報告，2011年3月至少900 PBq釋入大氣層。2012年8月，研究員報告，住在核電站附近的一萬居民受到少於1毫西弗很多的輻射，遠小於車諾比居民。1毫西弗輻射劑量被視為在安全限度內。
2012年10月，科學家分析日本農林水產省數據後總結，核電站仍舊洩漏放射性物質進入大海。在那附近不應從事漁業，在捕獲的魚類體內量度到的放射性銫元素輻射水平仍舊相當高，不比在事故發生後那幾個月內的輻射污染低。2012年10月26日，東電承認，雖然由於反應爐地下室都積滿了冷卻水，輻射水平已趨穩定，但仍不能排除輻射洩露進入大海的可能性。東電正在建造一道2,400英尺長、100英尺深的鋼鐵與混凝土圍牆，在反應爐與大海之間，預期可在2014年中完工。2012年8月，在福島海岸附近捕獲的兩條六線魚被測量到含有25,000 Bq銫-137每公斤魚重，這是自從事故發生以來，量度到最高銫劑量的一次，是政府安全限度的250倍。
2013年2月，世界衛生組織發表報告，總人口癌症發病率預期不會出現顯而易見的增加，但是某些特定族群如嬰兒可能會出現較高癌症發病率。例如，居住在浪江町與飯館村的嬰兒在核事故發生後第一年大約受到12至25毫西弗有效劑量。因此，女嬰估計會得到乳癌、甲狀腺癌（thyroid cancer）的機率分別會增加6%、7%，男嬰估計會得到白血病的機率會增加7%。這是相對發病率，不是絕對發病率。例如，由於甲狀腺癌的基礎發病率很低（0.75%），雖然發病率增加很多，呈現的只是極少量絕對發病率的增加（0.5%）。另外，參與核事故救難的緊急員工中，可能三分之一的員工罹患癌症的機率會極微幅地增加。
2021年12月14日，日本海洋研究开发机构的研究人员研究发现，福岛核事故泄漏的放射性物质已经扩散进入北冰洋。

## 設計問題

1至5號機使用的典型沸水反應爐與馬克1型圍阻體截面圖。
‧橘色曲線勾勒出一次圍阻體的輪廓。
‧壓力抑制槽在底座周圍形成一個環形槽。
1：爐心、燃料棒，2：混凝土屏蔽塞，可開啟更換燃料5：乏燃料池，8：壓力槽，10：混凝土屏蔽牆，11：不鏽鋼乾井，13：埋置的混凝土，18：水（濕井），19：外殼被埋置部分，20：底座，21：反應爐建築，22：燃料更換平台，24：壓力抑制槽，25：排氣口，26：起重機，用來搬運燃料棒及替換組件，27：乏燃料，28：冷凝液管，29：從渦輪發電機組來的冷水管，30：往渦輪發電機組去的蒸氣管，31：反應控制棒驅動，可調整反應控制棒插入深度以調節反應，39：反應控制棒。

在1960年代，通用电气（GE）開始生產的加壓沸水反應爐採用了馬克1型圍阻體，並使用了建造容易，較小、較廉價的設計結構。這種反應爐稱為「馬克1型反應爐」。福島第一核電廠的6座反應爐之中，有5座是馬克1型反應爐。在大地震與大海嘯之後，由於冷卻系統故障，有幾座馬克1型反應爐遭遇了爐心熔毀的命運。
1980年後期，通用电气自1975年以來的內部文件曝光，內容指稱馬克1型反應爐未經足夠測試、存有影響安全的設計瑕疵，導致數家公用事业公司、發電廠經營者曾打算對通用电气提告。期間，美國核電廠已針對所有馬克1型反應爐進行改造，增加了排氣系統，以便在過熱的狀況下尚能降壓。在諸多瑕疵當中，馬克1型圍阻體的低圍阻容量設計最為人詬病，就像福島第1核電廠現正經歷的狀況，這種設計經不起爆炸，以及氫氣膨脹的衝擊。
前通用电气工程師戴爾·布瑞丹鮑（Dale Bridenbaugh）提到，「馬克1型反應爐的設計尚未能承受重大意外中可能面臨的負擔」，35年前他因擔心核子反應爐的安全設計問題而提出辭呈。布瑞丹鮑表示：「當時，我不認為各家電力公司審慎重視這個問題。我覺得，在完成分析之前，有一部分核電廠應該關閉，但通用电气和各家電力公司都不想這麼做，我只好離開」。

### 通用电气說法
通用电气水電部門發言人麥可·特圖原（Michael Tetuan）說：「馬克1型反應爐是該行業之內的主力，擁有40多年的安全可靠記錄，從來沒有哪一個馬克1型圍阻系統出現過缺口」。3月14日，另位發言人詹姆斯·希利（James Healy）表示，該公司在北卡羅萊納州威爾明頓的一個指揮中心，已經有工程師待命，隨時準備為福島第一核電站提供援助，一起努力控制住事故。
通用电气日立核能（GE Hitachi Nuclear Energy）工程師詹姆斯·克拉珀（James Klapproth）表示，福島核電廠已經設有排氣系統協助釋放壓力。通用电气並未說明馬克1型反應爐的設計是否足以承受福島第一核電廠所遭遇到的一連串事故，包括規模9.0大地震、伴隨的大海嘯和造成的一系列設備損毀。

### 其他觀點

#### 官方
1972年，美國原子能委員會安全檢查官史蒂芬·韓納爾（Stephen Hanauer）認為，馬克1型反應爐所引起的安全疑慮難以接受，並建議停止生產更多這類型反應爐。稍後同年，美國核能管理委員會（前身是原子能委員會）的未來首長約瑟·亨德利（Jeseph Hendrie）表示，值得考慮禁止馬克1型反應爐，但由於當時這型反應爐頗受核能發電產業和監管官員的關愛，如果此時下達禁止令，核能發電的時代可能會跟著告一段落。
1980年代中期，核子管理委員會官員哈若德·滇頓（Harold Denton）曾斷言，一旦發生事故造成燃料棒過熱與熔毀後，馬克1型反應爐爆炸的機率高達90%。

#### 學者
倫敦帝國學院核子工程中心主任羅賓·葛林姆斯（Robin Grimes）表示：「40年前就是為了方便才如此做，當時的設計準則強調方便性比安全問題更重要」、「就我所知，馬克1型反應爐是唯一以那種方式建造的反應爐。這是很糟的決定，我們正在承受這個糟糕決定造成的後果。這真的是非常奇怪的設計」。
關於福岛第一核电站在震災發生後的一連串事件，麻省理工學院的约瑟夫·歐何曼博士（Dr. Josef Oehmen）寫了一篇文章《為什麼我不擔憂日本的核子反應爐》，全文源於他寫給住在日本親戚的一封電郵。後被轉貼在部落格，並引起了極大的迴響。
根據加州大學戴維斯分校教授亞歷山大·納弗洛斯基（Alexandra Navrotsky）分析，在這次核事故中，核電廠被迫使用海水作冷卻劑，可是海水會腐蝕核燃料棒，形成帶有鈾元素的原子簇，一旦這原子簇被傳輸至大海，可以長時間存留於附近海域，令核污染問題變得更加嚴峻。

#### 專家
布瑞丹鮑表示：「我為正在那裡（福島第一核電廠）設法處理問題的人感到同情。另一方面，福島核電廠目前情況不能說是馬克1型圍阻體所直接造成，而是來自地震、海嘯，以及馬克1型圍阻體的容錯性比某些其他類型反應爐低的直接影響結果」，並認為日本這一次所遭受到的超級災難，遠超過工程師所預期的風險。

## 國際反應
福岛第一核电站事故对几年来正在复兴的核能造成了很大的冲击。这种复兴部分是由于石油价格攀升刺激的，部分是由于更安全的反应堆设计，部分是由于全球变暖迫使各国寻求化石燃料的替代方案。
这个冲击在发达国家最为强烈。几个国家对日本的这起事故的反应是放弃重新启动乌克兰切尔诺贝利核事故之后就暂停的核计划的方案。发展中国家的反应更多样化。诸如马来西亚和泰国等国家放弃了它们的核计划，但是大多数仍然在寻求核选项。尽管一些国家已经宣布它们的计划正在进行重新评估，它们几乎没有表现出打算改变道路的迹象。
然而，福岛核事故已经带来了新的怀疑，出现了一些重要的教训，包括从需要确保充分考虑到自然灾害，到培养公众对负责核安全的组织（以及个人）的能力的信任的重要性。此外，福岛核事故刺激了对可再生能源的热情。
 中华人民共和国（中国大陆）
3月15日，因應福岛核电站事故的严重性和不确定性，中國驻日本大使館及驻新潟总领事馆，立即采取一切可能的手段与措施，安排尚在重灾区的中国公民有序撤离，並安排大巴车前往宫城县、福岛县、茨城县、岩手县的指定地点接出中方公民，分别送到成田机场和新潟机场，并联系航班协助返回中国。3月中旬，因谣言「碘盐能够防辐射」的影响，中国部分地区出现了公众抢购碘盐的情况。而包括福建、廣東等等地區，由於部分群众擔心福島核危機會影響食鹽供應，於3月17日早上也出現搶購食鹽潮。3月18日，应东京电力公司请求，中国三一集团免费提供一套价值100万美元的臂架的泵车。3月19日从长沙启程经上海运往大阪，于3月24日上午抵达日本，前往福岛第一核电站于4月1日参加放水任务。
 香港
香港特别行政区政府於3月15日晚上7時正對宮城縣、福島縣、茨城縣和岩手縣發出黑色外遊警示。就日本福島核電站事故事态嚴重，呼籲香港市民切勿前往宮城縣、福島縣、茨城縣和岩手縣等地；而身在當地的香港人則應密切留意當地政府的報導及相關資訊，盡量保障個人安全。3月17日許多地區食鹽被搶購一空，香港食物及衞生局局長周一嶽認為有投機者散播謠言，強調服用食鹽過量會影響健康，呼籲毋須就核輻射杞人憂天。
 澳門
福岛发生核事故后，澳门市政署宣佈暂缓福岛食品的入口申请，福岛附近最高风险的9个县的食品，须符合进口卫生文件要求，以及附有由日本发出的辐射监控，才能進口。
 中華民國（臺灣）
因福島一號核電廠事故等核安危機，台湾於3月11日將日本青森縣、岩手縣、宮城縣及福島縣列入紅色旅遊警示燈號範圍內。3月12日，台湾又增添北海道東部與南部沿海區域為紅色警示區，暫時不宜前往旅遊。。3月15日再將關東地方（含東京都）列入黃色旅遊警示燈號。同日晚間更將東北地方、關東地方、北海道東部與南部沿岸全列入紅色旅遊警示，並將日本全國（除沖繩縣）全納入灰色旅遊警示範圍。行政院原子能委員會並於松山、桃園、小港等國際機場檢測入境國民和國外旅客之輻射劑量。 行政院各部會亦加強檢測日本進口各項商品，監測全國各地環境輻射值、公共給水、農糧產品，監控漁船作業海域並定期檢測漁撈漁獲輻射值。
2011年3月25日起，台湾宣布全面禁止进口福岛5县食品。2022年2月8日，宣布松绑日本福岛五县食品管制措施。
 法國
法國原子能安全委員會於3月15日將福島核電站的災情，列為國際標準的第六級，僅次於最高的第七級。法國於3月17日證實，其救援隊因核輻射洩漏嚴重，已放棄在宮城縣的救援工作。
 美国
將駐日外交官及其眷屬撤往首爾與台北；為接應駐日外交官其眷屬，美國在台協會於3月17日當日停辦簽證業務。美国西海岸各州居民在12日後出现搶購碘片、盖格计数器风潮，因為服用碘片（碘化鉀）可以幫助人體不吸入放射性碘，而盖格计数器可以用來量度放射性物質。
 俄羅斯
將撤離南千島群島駐軍。俄罗斯总统梅德韦杰夫、总理普京对上周五在日本东北海域发生的9.0级地震引发海啸并造成核电站爆炸的遭遇非常关注。普京表示说，日本是俄罗斯的友好邻邦，现在要搁置一切问题，尽力向日本提供帮助。 俄罗斯远东地区也出现抢碘酒现象。。
 德国
德國外交部於3月16日建議旅日德僑遠離首都圈。3月18日至4月29日之間，東京的德國駐日大使館將全體館員和使館業務暫時移至大阪的德國駐阪神總領事館。
亦有部份國家暫將位於可能核災區內的駐日大使館遷往大阪。
2013年9月9日起，韩国禁止进口日本福岛核电站周围8个县生产的水产物品。

## 批评
由於與民眾聯絡溝通不良，並且未能有效地管理緊急事故，日本政府與東京電力公司飽受外國輿論界批評。而在事故多年後，日本政府卻已催促災民們盡快返鄉並逐一停止對災民的補助。日本人民對災民們的關心亦逐漸淡化，甚至部分災民遭受歧視，如同當年廣島和長崎的被爆者那樣。同時部分災民一直寻求对东京电力公司高管追究刑事责任。
2019年9月10日，日本環境大臣原田義昭表示，福島核電站的數萬噸污染水可能不得不釋放到太平洋。2011年地震和海嘯造成工廠損壞後，用於冷卻受損燃料核心的水被儲存在現場的巨型水箱中。但負責運營核電站的東京電力公司表示，它將在2022年耗盡水的存儲空間。自福島三座反應堆熔毀以來的八年間，每天都有大約200噸的放射性水從受損建築物中抽出。原田義昭說，他的“簡單意見”中唯一的選擇是將水排入海中並稀釋它。日本龐大的漁業以及鄰國南韓強烈反對將受污染的水傾倒入海洋的想法。不久安倍內閣改組，繼任環境大臣的小泉進次郎在福島縣訪視時表示，核電站污水排入太平洋只是原田義昭個人感想，但已造成福島縣漁民不安，身為繼任者要向大家致歉。

## 註释
1. ↑  截至4月12日由原子力安全保安院评级
2. ↑  截至2016年12月，由经济产业省计算赔偿金7.9兆日元、污染水储存设施费用1.6兆日元、清理核污染4兆日元、反应堆拆除和处理污染水8兆日元，朝日新闻2016年12月21日早报。
3. ↑  千兆是指1015。原文是Peta Bq。
4. ↑  日本震度分级最高是7级。
5. ↑  相当于震度7。
6. ↑  倒塌的输电塔为福岛第一核电站山旁，夜之森（日语：夜ノ森）线的第27号输电塔。
7. ↑  1日のうち屋内に16時間、屋外に8時間いると仮定し、屋内（木造家屋）での線量は屋外の40%になると考えた場合

## 外部連結
官方網站
- "Inside Fukushima Daiichi~This is a virtual tour of the decommissioning site.~"(in English) （页面存档备份，存于）by Tokyo Electric Power Company Holdings, Incorporat（英文）
- 核電廠營運者：東京電力公司網站 (日文版（页面存档备份，存于）/ 英文版 （页面存档备份，存于）/中文版（页面存档备份，存于）)
- （日語） 東京電力核電廠安全宣導網頁（宣導內容已被此次事故推翻）
- （日語） 日本政府官方網站（页面存档备份，存于）
- （日語） 東北地方太平洋沖地震への対応 （页面存档备份，存于） (日本首相府最新公告)

其他網站
- （英文） 日本放送協會國際頻道 (NHK World) （页面存档备份，存于）
- 日本放送協會 － 華語新聞（页面存档备份，存于）
- 日本核能危機Q & A | 綠色和平 （页面存档备份，存于）
- 福岛之后的核电 （页面存档备份，存于） - 科学与发展网络 | Nuclear power after Fukushima （页面存档备份，存于） - ScoDev.Net（英文）